# Robin des Bois (comédie musicale)
Pour les articles homonymes, voir Robin des Bois (homonymie).
Robin des Bois est une comédie musicale française dont le premier rôle a été tenu par le chanteur M. Pokora, qui s'est tenue au Palais des congrès de Paris à partir du 26 septembre 2013, puis en tournée en France, en Belgique et en Suisse jusqu'au 29 juin 2014, date de la dernière représentation à Orléans.

## Synopsis
L'histoire s'inspire de la légende médiévale mais se situe une quinzaine d'années après que Robin des Bois et Marianne se sont séparés. Ils ont eu ensemble un fils prénommé Adrien mais Robin ignore son existence. Marianne devra alors l'annoncer à Robin pour qu'il vienne en aide à son enfant. Le jeune homme est en effet tombé amoureux de Bédélia, qui n'est autre que la fille du Shérif de Nottingham. Ce dernier tentera évidemment de mettre fin à cette idylle et briser une fois pour toutes Robin des Bois.

## Fiche technique
- Titre : Robin des Bois - Ne Renoncez Jamais
- Livret : Lionel Florence et Patrice Guirao
- Composition : Antoine Angelleli, Frédéric Château, David Hallyday, Corneille, Michael Malih, John Mamann, The Bionix, M. Pokora[2]
- Mise en scène : Michel Laprise[3]
- Scénographie : Es Devlin[2]
- Lumières : Yves Aucoin
- Costumes : Stéphane Rolland et Jean-Daniel Vuillermoz
- Casting : Bruno Berberes
- Chorégraphie : Hakim Ghorab & Yaman Okur
- Chorégraphes assistants : Mary Cebrian, Gianluca Falvo, Carl Maillard, Yohann TT
- Consultant Artistique : Brahim Zaibat
- Coach Vocal : Damien Silvert
- Coachs et chorégraphes aériens : Florence Delahaye et Gabriel Dehu
- Maître d'armes : Michel Olivier
- Marionnettiste : Scott Koehler
- Production : Gilbert Coullier, Nicole Coullier, Roberto Ciurleo, Laurent Benhamou et Eleonore De Galard.
- Date de première représentation : 26 septembre 2013 au Palais des congrès de Paris.
- Date de début de la tournée : 22 janvier 2014 à Rouen
- Date de fin de la tournée : 29 juin 2014 au Zénith d'Orléans
- Date de dernière représentation : 29 juin 2014 au Zénith d'Orléans
- Enregistrement vidéo du spectacle : les 21 décembre 2013 et 5 janvier 2014 au Palais des Congrès de Paris
- date de diffusion au cinéma 10,11 et 12 octobre 2014
- Date de la sortie en DVD 3 novembre 2014
- Date de la première diffusion TV : Le vendredi 2 janvier 2015 sur W9

## Distribution

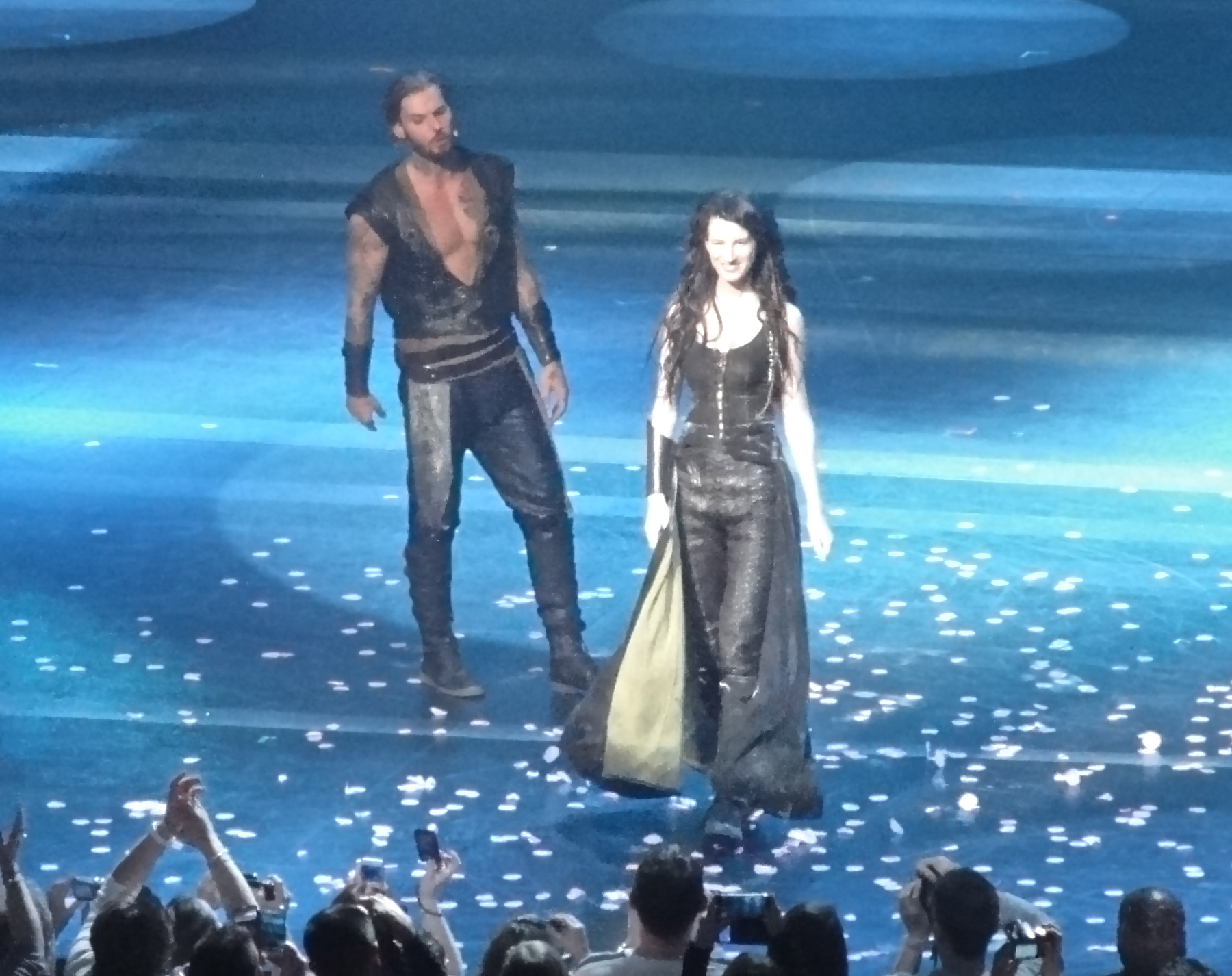
M. Pokora et Stéphanie Bédard

### Chanteurs
- Robin des Bois : M. Pokora
- Marianne : Stéphanie Bédard
- Shérif de Nottingham : Dumè
- Bédélia, la fille du shériff : Caroline Costa
- Adrien, le fils de Robin des Bois et Marianne : Sacha Tran
- Frère Tuck : Nyco Lilliu
- Petit Jean : Marc Antoine

### Doublures
- Florent Torres : Doublure de M. Pokora
- Aurore Delplace : Doublure de Stéphanie Bédard

## Discographie

### Singles
Le premier single Un monde à changer, interprété par Nyco Lilliu a été diffusé à la radio pour la première fois le 26 septembre 2012, soit un an avant la première du spectacle. Deux jours plus tard, le vidéo clip a été mis en ligne.
Le deuxième single, interprété par M. Pokora, est Le jour qui se rêve qui est sorti le 28 janvier 2013. Le clip est sorti le 26 janvier 2013 en exclusivité sur TF1 avant la diffusion de la 14e cérémonie des NRJ Music Awards et sur le site du Crédit Mutuel qui soutient le projet Robin des Bois.
Le troisième single, interprété par M. Pokora, Nyco Lilliu et Marc Antoine, est À nous, diffusé pour la première fois sur la chaîne de télévision M6 le 10 juin 2013.
Le 24 octobre 2013, il a été annoncé officiellement que le titre J'ai dit oui interprété par Caroline Costa sera le quatrième single de la comédie musicale.
Le cinquième single s’intitule J'attendais et il est interprété par M. Pokora.

### Albums
Le premier album du spectacle, sorti le 25 mars 2013 comprend :
1. Le jour qui se rêve (M. Pokora)
2. Devenir quelqu'un (M. Pokora et Dumè)
3. Tes blessures (M. Pokora et Stéphanie Bédard)
4. À nous (M. Pokora, Marc Antoine et Nyco Lilliu)
5. J'ai dit oui (Caroline Costa)
6. Un monde à changer (Nyco Lilliu)
7. Si l'amour existe (M. Pokora)
8. La flèche ou la cible (Stéphanie Bédard)
9. Quinze ans à peine (Sacha Tran)
10. Lui sait qui je suis (Marc Antoine)
11. Laissez nous vivre (Caroline Costa et Sacha Tran)
12. Nothing Hill Nottingham (Dumè)
13. Terre (Caroline Costa et Sacha Tran)
14. J'attendais (M. Pokora) - Bonus de l'édition limitée digipack
15. La providence (M. Pokora et Stéphanie Bédard) - Bonus de l'édition limitée digipack

L'intégrale du spectacle, sortie le 26 août 2013 comprend :
CD1
1. La flèche ou la cible (Stéphanie Bédard)
2. Notthing Hill Nottingham (Dumè)
3. J'ai dit oui (Caroline Costa)
4. Ne renoncez jamais (M. Pokora)
5. Un monde à changer (Nyco Lilliu)
6. Terre (Sacha Tran et (Caroline Costa)
7. La providence (M. Pokora et Stéphanie Bédard)
8. J'attendais (M. Pokora)
9. On est là pour ça (Marc Antoine et Nyco Lilliu)
10. Y renoncer un jour (Dumè)

CD2
1. Tes blessures (M. Pokora et Stéphanie Bédard)
2. Laissez-nous vivre (Sacha Tran et Caroline Costa)
3. Devenir quelqu'un (M. Pokora et Dumè)
4. Quinze ans à peine (Sacha Tran)
5. Lui sait qui je suis (Marc Antoine)
6. À nous (Marc Antoine, M. Pokora et Nyco Lilliu)
7. Un ami comme toi (Nyco Lilliu)
8. Elles portent en elles (M. Pokora, Nyco Lilliu, Caroline Costa, Sacha Tran et Stéphanie Bédard)
9. Gloria (Vincent Niclo et Nyco Lilliu)
10. Le jour qui se rêve (M. Pokora)
11. Si l'amour existe (M. Pokora)

Un enregistrement a eu lieu les 21 décembre 2013 et 5 janvier 2014 au Palais des congrès de Paris. Le DVD/Blu-Ray Disc du spectacle sort le 3 novembre 2014. Il comprend le CD de la captation live du spectacle.
Blu-ray
1. Début du spectacle
2. La flèche ou la cible
3. Ne renoncez jamais
4. Nottinghill Nottingham
5. J'ai dit oui
6. On est là pour ça
7. Terre
8. Un monde à changer
9. La providence
10. J'attendais
11. Tes blessures
12. Laissez nous vivre
13. Devenir quelqu'un
14. 15 ans à peine
15. À nous
16. Lui sait qui je suis
17. Un ami comme toi
18. Gloria
19. Le jour qui se rêve
20. Final

## Certifications
| Région                                                                                                 | Certification      | Ventes/Streams |
| --- | ------------------ | -------------- |
| France (SNEP)                                                                                          | 3 disque × Platine | 400 000        |
| France (SNEP)                                                                                          | dvd × Diamant      | 150 000        |
| *Ventes selon la certification ^Mise en rayon selon la certification xNon précisé par la certification |                    |                |

## Distinctions

### Récompenses
- 2013 : NRJ Music Awards 15th Edition en tant que Groupe/duo/troupe francophone de l'année
- 2014 : Gulli'Z en tant que Spectacle musical préféré

### Nominations
- 2014 : Prix de la création musicale originale pour un spectacle : Un monde à changer, coécrit par Patrice Guirao, Lionel Florence, Matthieu Mendes[8]
- 2014 : Prix de la création musicale originale pour un spectacle : À nous, coécrit par Patrice Guirao, Lionel Florence, Frédéric Château, Antoine Angelelli

## Documentaires
- 2014 : Robin des Bois, le spectacle vu des coulisses, diffusion à la télévision et bonus DVD.